# 25e brigade d'infanterie (Empire allemand)
Pour les articles homonymes, voir 25e brigade.
La 25e brigade d'infanterie est une grande unité de l'armée prussienne.

## Histoire
L'unité est formée le 5 novembre 1816 en tant que brigade d'infanterie à Münster, en Westphalie, renommée le 22 novembre 1819 13e brigade d'infanterie et le 29 avril 1852 25e brigade d'infanterie. De 1820 à 1914, elle est subordonnée à la 13e division d'infanterie, dans le 7e corps d'armée.

### Guerre austro-prussienne
Pendant la guerre austro-prussienne, la Prusse se bat contre les troupes de la Confédération germanique. La 25e brigade, unité partielle de la 13e division sous le commandement du général August Karl von Goeben, a sous ses ordres les deux régiments d'infanterie, le 13e régiment d'infanterie et le 15e régiment d'infanterie (de). Les troupes entrent dans le royaume de Hanovre, qui se rend le 29 juin 1866. En juillet 1866, la guerre contre la Bavière voit les batailles de Dermbach et la bataille de Kissingen, au cours desquelles les troupes bavaroises sont vaincues le 10 juillet 1866. Enfin, le 25 juillet 1866, a lieu une bataille de Gerchsheim, au cours de laquelle la brigade affronte les troupes de l'armée fédérale. La paix est conclue le 22 août 1866.

### Guerre franco-prussienne
Le 13e régiment d'infanterie et le 53e régiment d'infanterie ainsi que les 13e et 53e régiments de landwehr de Westphalie sont subordonnés à la brigade. Le 14 août 1870, un combat avec de nombreuses pertes a lieu près de Metz au cours de laquelle la 25e brigade sous la direction du général Leo von der Osten-Sacken (de), peut débloquer la situation critique pour la 26e brigade. Le 31 août 1870, les troupes françaises lancent une tentative de sortie lors de la bataille de Noisseville qui, grâce à l'intervention des 25e et 26e brigades, conduit au repli des Français dans la forteresse de Metz.

### Première Guerre mondiale
Dans le cadre de la mobilisation, la brigade doit mettre sur pied le 25e bataillon de remplacement de brigade. Outre le 13e régiment d'infanterie, le 158e régiment d'infanterie est subordonné à la 25e brigade. Au début de la guerre, les soldats participent au siège de Liège. Le 10 octobre 1914, l'unité doit faire ses preuves lors de la bataille de La Bassée. L'unité militaire est dissoute le 10 mars 1915.

## Commandants de brigade
| Nom                                                           | Date                           |
| ------------------------------------------------------------- | ------------------------------ |
| Generalmajor Karl August von Brandenstein                     | 4 mai 1852                     |
| Oberst/Generalmajor Ernst Heinrich Dannhauer (de)             | 21 juin 1855                   |
| Oberst/Generalmajor Albrecht von Sydow                        | 4 avril 1857                   |
| Oberst/Generalmajor Adolf von Natzmer (de)                    | 22 mai 1858                    |
| Friedrich von Schmidt (1806–1884)                             | 7 avril 1863                   |
| Generalmajor Ferdinand von Kummer                             | 18 avril 1865                  |
| Oberst/Generalmajor Leo von der Osten-Sacken (de)             | 7 juillet 1868                 |
| Oberst/Generalmajor Georg von Ferentheil und Gruppenberg (de) | 8 novembre 1871                |
| Oberst/Generalmajor Karl Gustav Rudolf Reinicke (de)          | 2 juillet 1875                 |
| Oberst/Generalmajor Viktor von Alten (de)                     | 15 septembre 1876              |
| Generalmajor Wilhelm von Ploetz (de)                          | 14 août 1877                   |
| Oberst/Generalmajor Wilhelm von Lüderitz (de)                 | 15 avril 1882                  |
| Oberst/Generalmajor Guido Michelmann (de)                     | 30 août 1882                   |
| Generalmajor Gustav von Henning auf Schönhoff (de)            | 8 décembre 1886                |
| Generalmajor Albert von Zingler (de)                          | 13 novembre 1888               |
| Generalmajor August von Bomsdorff                             | 16 janvier 1890                |
| Generalmajor Waldemar von Schrötter                           | 27 janvier 1893                |
| Oberst/Generalmajor Martin Köpke (de)                         | 23 août 1894                   |
| Generalmajor Adalbert von Brunn (de)                          | 20 juillet 1897                |
| Eduard von Lütcken                                            | 18 avril 1899                  |
| Oberst/Generalmajor Max von Fabeck                            | 18 août 1901                   |
| Generalmajor Diether Roeder von Diersburg (de)                | 10 avril 1906                  |
| Oberst/Generalmajor Hugo von Wasielewski                      | 14 avril 1907                  |
| Ernst Wagner                                                  | 20 avril 1910                  |
| Generalmajor Ferdinand Quade (de)                             | 27 janvier 1913                |
| Generalmajor Hermann von Kuhl                                 | 3 juin 1913                    |
| Bodo von Unruh                                                | 29 juin 1914                   |
| Artur von Götzen                                              | 27 janvier 1915 – 10 mars 1915 |